# Hammuda ibn Ali
Hammūda ibn ʿAlī (9 dicembre 1759 – Palazzo di Bardo, 15 settembre 1814) è stato Bey di Tunisi dal 1782 alla propria morte.
Suo padre Ali II Bey presto lo associò a sé nel governo, in particolare con l'intento di renderlo proprio erede alla successione del trono tunisino in quanto suo figlio, Rashid Bey, era impossibilitato da disturbi mentali. A seguito della malattia della lunga malattia del padre, si preoccupò in sua vece di adempiere agli incarichi di stato già a partire dal 9 febbraio 1777, succedendogli al trono solo alla sua morte, il 26 maggio 1782.

## Contesto tumultuoso
Il lungo regno di Hammuda Bey fu un periodo estremamente turbato per il Mediterraneo a seguito delle guerre originatesi dalla Rivoluzione francese e dall'Impero napoleonico che pose in contrapposizione aperta la secolare rivalità che già soggiaceva tra Francia e Gran Bretagna, quest'ultima alleata con l'Impero ottomano, che era anche sovrano nominale delle terre dei berberi e dell'Egitto, del quale era stato privato proprio da Napoleone I. In guerra con la Repubblica di Venezia, dal 1784 al 1792, quindi con gli algerini, la cui sovranità avrebbe rafforzato le difese di Tunisi. Sotto la direzione dell'ingegnere olandese Homberg, Hammuda fece anche restaurare i sobborghi di Bab Souika e Bab El Jazira, che vennero circondati di pesanti mura, leggere ma protette da possenti bastioni. Hammuda Bey incrementò anche il numero delle truppe stabili nella capitale, costruendo moltissime caserme anche nella  medina come quella di al-ʿAṭṭārīn (lett. "i profumieri"), che divenne in seguito la Biblioteca nazionale. Hammuda fece inoltre costruire il palazzo della Dār al-Bey, e nello specifico le sale riguardanti gli appartamenti della servitù, nell'area est del palazzo. Il suo minareto rimase incompiuto in quanto il Gran Visir Yusuf Sahib al-Tabiʿ, tentò una rivolta della popolazione contro lo Stato e interruppe la costruzione del palazzo e del corrispettivo minareto.

## La rivolta dei giannizzeri
Hammuda incrementò notevolmente anche il potere offensivo della milizia turca al suo servizio, che constava di circa 9000 uomini. Erano però risaputi i contrasti che le milizie turche avevano con il governo tunisino (il quale le reputava corpi militari di second'ordine) e perciò il Bey ritenne necessario circondarsi di proprie guardie dette mamelucchi, schiavi cristiani convertiti all'Islam. Questi, sovente, riuscivano anche a raggiungere i ranghi più alti del governo, precludendo questa carriera ai turchi. Per questi motivi, gli ufficiali dei giannizzeri organizzarono un complotto contro il sovrano; il 30 agosto 1811 riuscirono ad impadronirsi della cittadella di Tunisi e del Palazzo di Bardo. Il Bey del resto ordinò immediatamente ai mamelucchi di riprendere possesso del cuore amministrativo della città; la popolazione, che solitamente si opponeva alla presenza delle truppe giudicate insolenti e poco educate, diede invece notevole manforte nel sostenere i mamelucchi contro i ribelli, sin quando questi non furono completamente dispersi e l'ordine ristabilito.

## La morte sospetta
Hammuda Bey morì poco dopo questi eventi, nel 1814, nella Sala della Giustizia del Palazzo del Bardo, in mezzo ai propri consiglieri, dopo aver bevuto una tazza di caffè, fatto che dalla popolazione venne visto come un vero e proprio avvelenamento. Il Gran Visir Yūsuf Sāhib al-Ṭābiʿ accusò di questo Mariano Stinca, uno schiavo di origini napoletane, consigliere di Hammuda, di essere stato complice del misfatto, assieme al Dottor Mendici (anch'esso di origini italiane).